# Arkadi Grigorjewitsch Adamow
Arkadi Grigorjewitsch Adamow (russisch Аркадий Григорьевич Адамов; * 13. Juni 1920; † 26. Juni 1991) war ein sowjetischer Schriftsteller.

## Leben
Adamow entstammt einer russischen Schriftstellerfamilie. Er studierte bis zum Kriegseintritt der Sowjetunion vier Semester lang am Luftfahrtinstitut. Bei Kriegsausbruch meldete er sich freiwillig zur Front. Nach seiner Zeit beim Militär absolvierte er bis 1948 ein Fernstudium an der Historischen Fakultät der Lomonossow-Universität. Adamow gilt als Begründer des sowjetischen Kriminalromans.

## Werke
- 1950: Auf unbekannten Wegen, Novellenband
- 1952: Wassilij Pjatow, Erzählung
- 1953: Treff Cafe Schwalbe, Roman, erschien in Roman-Zeitung 3/58
- 1962: Die Bunte Bande von Moskau, Kriminalroman, erschienen bei Goldmann 1962 und 1967
- 1967: Die Spur des Fuchses, Kriminalroman, erschienen im Verlag Kultur und Fortschritt, Berlin 1967
- 1970: Gift aus dem Kischlak Kriminalroman, erschienen im Verlag Volk und Welt, Berlin 1973
- 1975: Der verschwundene Hotelgast., Kriminalroman, erschienen im Verlag Volk und Welt, 1977
- 1977: Ein Uhr nachts, Kriminalroman, erschienen im Verlag Volk und Welt, Berlin 1981
- 1979: Die Tote in der Baugrube, Kriminalroman, Verlag Volk und Welt, Berlin 1979
- 1981: Marktlücken, Kriminalroman, erschienen im Verlag Volk und Welt, Berlin 1985
- 1981: Kreise auf dem Wasser, Kriminalroman, Verlag Das Neue Berlin, 1981
- 1986: Fahndung läuft, Kriminalroman, erschienen im Verlag Volk und Welt, Berlin 1987